# Dominique Alexandre Godron
Dominique Alexandre Godron, född 25 mars 1807, död 16 augusti 1880, var en fransk botaniker. Auktorsnamnet Godr. kan användas för Dominique Alexandre Godron i samband med ett vetenskapligt namn inom botaniken; se Wikipediaartiklar som länkar till auktorsnamnet.
Godron var professor i Nancy och författare till ett flertal morfologiska, systematiska och växtgeografiska arbeten samt till Flore de France (3 band, 1836–1856, tillsammans med Charles Grenier).